# Alagoaslövtyrann
Alagoaslövtyrann (Phylloscartes ceciliae) är en akut utrotningshotad fågel som vanligen placeras i familjen tyranner. Den är endemisk för Brasilien.

## Kännetecken

### Utseende
Alagoaslövtyrannen är en liten (12 cm) och olivgrön flugsnapparliknande fågel. På huvudet syns ett vitaktigt ögonbrynsstreck och ett likfärgat område under ögat som sträcker sig bak på örontäckarna. De senare är sotkantade som övergår i ett sotfärgat ögonbrynsstreck och likfärgad tygel. Undersidan är vitaktig, på buken ljusgul och på flankerna med mörkgrön anstrykning. Vingar och stjärt är sotfärgade med två ljusgula vingband och kanter på vingpennorna.

### Läten
Lätet beskrivs i engelsk litteratur som en pipig serie, "djü, djü", ibland snabbare och vassare "ürürüt, ürürüt" och ett  oansenligt "tchüp". Ibland hörs även ett snabbt "sweek! sweek-a-dee-deek".

## Utbredning och systematik
Fågeln förekommer i nordöstra Brasiliens högland i Alagoas. Den behandlas som monotypisk, det vill säga att den inte delas in i några underarter.

### Familjetillhörighet
Arten placeras traditionellt i familjen tyranner. DNA-studier visar dock att Tyrannidae består av fem klader som skildes åt redan under oligocen, pekar på att de skildes åt redan under oligocen, varför vissa auktoriteter behandlar dem som egna familjer. Alagoaslövtyrannen med släktingar placeras då i Pipromorphidae.

## Status och hot
Alagoaslövtyrannen har ett mycket litet och kraftigt fragmenterat utbredningsområde med en världspopulation bestående av uppskattningsvis endast 50-249 vuxna individer. Den tros också minska kraftigt i antal till följd av habitatförlust. Fågeln är därför upptagen på internationella naturvårdsunionen IUCN:s röda lista över hotade arter, kategoriserad som akut hotad (EN).

## Namn
Brasilianska ornitologen Dante Martins Teixeira gav alagoasdvärgtyrannen det vetenskapliga namnet ceciliae för att hedra sin avlidna fru Cecilia Torres (1952–1985).